# Skeletá
| Совокупная оценка | Совокупная оценка |
| Источник          | Оценка            |
| ----------------- | ----------------- |
| AnyDecentMusic?   | 6.4/10            |
| Metacritic        | 78/100            |
| Оценки критиков   |                   |
| Источник          | Оценка            |
| AllMusic          | [ 3 ]             |
| Blabbermouth.net  | 8/10              |
| Classic Rock      | [ 5 ]             |
| Dork              | 4/5               |
| Far Out           | [ 7 ]             |
| The Irish Times   | [ 8 ]             |
| Kerrang!          | 4/5               |
| NME               | [ 10 ]            |
| Paste             | 8/10              |
| Slant Magazine    | [ 12 ]            |
| Sputnikmusic      | 4/5               |

Skeletá (возможно, от древнегреческого σκελετά, skeletā́: «иссохший») — шестой студийный альбом шведской рок-группы Ghost. Он был выпущен 25 апреля 2025 года на лейбле Loma Vista Recordings и предварялся синглами «Satanized», «Lachryma» и «Peacefield».
Альбом получил положительные отзывы музыкальной критики и интернет-изданий и возглавил чарты Австралии, Австрии, Германии, Ирландии, Финляндии, Швеции, Шотландии. Он также дебютировал на первом месте в американском чарте Billboard 200, став первым чарттоппером группы в США.

## История
Skeletá следует за студийным альбомом группы Impera 2022 года и описывается как «самая непоколебимо интроспективная работа на сегодняшний день». Сообщалось, что альбом включает в себя лирику «новоявленной Perpetua» и демонстрирует множество «отдельных эмоциональных вариаций». Группа анонсировала альбом вместе с выпуском лид-сингла «Satanized» 5 марта 2025 года. Сопровождающие визуальные эффекты были разработаны группой совместно с Джейсоном Зада и позволяют фанатам быть интегрированными в видео. Второй сингл альбома, «Lachryma», был выпущен 11 апреля 2025 года. Третий сингл альбома, «Peacefield», был выпущен 22 апреля 2025 года.
Одновременно с анонсом альбома группа представила нового лидера по имени Papa V Perpetua. Его вокальный дебют на лид-сингле «Satanized» был посвящён «демоническим одержимостям», и он поддался «тёмным силам».
Новый альбом выдвинул радихитовый сингл «Satanized», который в апреле стал 10-м хитом группы в чарте Mainstream Rock Airplay. Это один из трио хитов, которые альбом принес в чарт Hot Hard Rock Songs ещё до его выхода. Песня «Satanized» заняла 3-е место (22 марта), за ней последовали «Lachryma» (3-е место, 26 апреля) и «Peacefield» (13-е место, 3 мая).

## Композиция
В музыкальном плане альбом описывается как хард-рок, арена-рок, поп-рок, поп-метал и глэм-метал. Альбом был описан как самый интроспективный альбом группы Ghost. Говоря о темах альбома, Сидни Тейлор из Loudwire написал: «Это постоянное преодоление чувства вины, идентичности, веры и неудачи».

## Отзывы
Альбом получил положительные отзывы музыкальной критики и интернет-изданий. На Metacritic, сайте-агрегаторе рецензий, который собирает рецензии из основных изданий и выставляет средневзвешенный балл из 100, Skeletá получил 78 баллов на основе девяти рецензий критиков. Эта оценка означает «в целом благоприятные отзывы». Джеймс Кристофер Монгер из AllMusic написал: «Есть группы, которые лакомятся фондю современного хард-рока без сыра, но только не Ghost. Ghost — это весело». Дом Лоусон из Blabbermouth.net назвал альбом «агрессивно увлекательным и полным массивных мелодий, от которых хочется плакать». Келли Скэнлон из Far Out оценила альбом более неоднозначно, написав: «Слишком знакомое звучание Ghost на этот раз меньше похоже на продуманную попытку отточить фирменный стиль и больше на попытку разжечь пламя, давно затерянное в пепле Impera». Эд Пауэр из The Irish Times также был неоднозначен, заявив: «Ghost всегда превращали самые пошлые ингредиенты в поп-золото. Но этот пустой роман преследуют духи былой славы».
Джеймунджи из Metal on Tap говорит: «С Skeletá Ghost представили один из своих самых эмоционально насыщенных и музыкально авантюрных альбомов на сегодняшний день. Это путешествие во всех смыслах — богатое звуковыми деталями, повествовательным потоком и яркими моментами, которые остаются надолго после последней ноты… идеально сбалансированное варево эмоций и театрального мастерства».
Либерти Данворт из NME написала: «Благодаря богатому исследованию жанров и новому уровню эмоциональной глубины становится ясно, что Skeletá был создан с новым видением и является многообещающим началом новой главы Ghost».

## Коммерческий успех
Альбом дебютировал на первом месте в американском чарте Billboard 200 в дату от 10 мая 2025 с тиражом 86000 альбомных эквивалентов, включая 77 000 чистых продаж альбома (№ 1 в Top Album Sales). Продажи набора в первую неделю были подкреплены его доступностью в более чем 15 вариантах винила, трёх вариантах CD и четырёх вариантах кассет (все они содержат один и тот же треклист, но в коллекционной упаковке). Из всех продаж альбома Skeletá в первую неделю виниловые издания составили чуть более 44 000 копий. Это не только самая большая неделя продаж на виниле для Ghost, но и самая большая неделя для хард-рок альбома на виниле в современную эпоху (с тех пор как Luminate начала отслеживать данные в 1991 году). Это также третья по величине неделя продаж на виниле в современную эпоху для любого рок-альбома, уступая только неделям открытия альбомов Blink-182 One More Time… (49 000; 2023) и Boygenius The Record (45 000; 2023). Это первый чарттоппер группы Ghost и первый хард-рок альбом, возглавивший Billboard 200 более чем за четыре года, и единственный рок-, хард-рок- или альтернативный альбом, ставший № 1 в 2025 году. Последним хард-рок-альбомом № 1 был альбом AC/DC Power Up, который занял первое место в чарте 28 ноября 2020 года и продержался там одну неделю. Последним рок- или альтернативным альбомом, возглавившим рейтинг, стал альбом Coldplay Moon Music, который дебютировал на первом месте в чарте 19 октября 2024 года (продержавшись на первом месте одну неделю).
Skeletá — это первый случай, когда шведский исполнитель достиг вершины Billboard 200 после альбома Ace of Base The Sign в 1993 году. Только пять шведских артистов вошли в десятку лучших Топ-10 в Billboard 200: Abba, Ace of Base, Europe, Авичи и Ghost. Ghost уже делал это трижды: третий альбом Meliora достиг восьмого места, четвертый альбом Prequelle — третьего, а пятый альбом Impera — второго.

## Список композиций
Слова и музыка всех песен — Тобиас Форге, другие указаны отдельно.
| №                   | Название                | Автор(ы)                       | Продюсеры                                  | Длительность |
| ------------------- | ----------------------- | ------------------------------ | ------------------------------------------ | ------------ |
| 1.                  | «Peacefield»            | Salem Al Fakir Vincent Pontare | Gene Walker Salem Al Fakir Vincent Pontare | 5:40         |
| 2.                  | «Lachryma»              | Max Grahn                      | Gene Walker Max Grahn                      | 4:36         |
| 3.                  | «Satanized»             | Al Fakir Pontare               | Gene Walker Salem Al Fakir Vincent Pontare | 3:56         |
| 4.                  | «Guiding Lights»        | Grahn                          | Gene Walker Max Grahn                      | 3:24         |
| 5.                  | «De Profundis Borealis» | Grahn                          | Gene Walker Max Grahn                      | 4:32         |
| 6.                  | «Cenotaph»              | Grahn                          | Gene Walker Max Grahn                      | 4:17         |
| 7.                  | «Missilia Amori»        |                                | Gene Walker Vincent Pontare                | 4:31         |
| 8.                  | «Marks of the Evil One» |                                | Gene Walker Vincent Pontare                | 4:15         |
| 9.                  | «Umbra»                 | Grahn                          | Gene Walker Max Grahn                      | 5:31         |
| 10.                 | «Excelsis»              | Grahn                          | Gene Walker Max Grahn                      | 6:01         |
| Общая длительность: | Общая длительность:     | Общая длительность:            | Общая длительность:                        | 46:43        |

## Позиции в чартах
| Чарт (2025)                                    | Высшая позиция |
| ---------------------------------------------- | -------------- |
| Австралия (ARIA)                               | 1              |
| Австрия (Ö3 Austria)                           | 1              |
| Бельгия/Фландрия (Ultratop)                    | 1              |
| Бельгия/Валлония (Ultratop)                    | 2              |
| Канада (Canadian Albums Chart)                 | 2              |
| Дания (Hitlisten)                              | 23             |
| Нидерланды (Album Top 100)                     | 2              |
| Финляндия (Suomen virallinen lista)            | 1              |
| Франция (SNEP)                                 | 4              |
| Франция (Rock & Metal Albums, SNEP)            | 1              |
| Германия (Offizielle Top 100)                  | 1              |
| Греция (IFPI)                                  | 9              |
| Венгрия (MAHASZ)                               | 31             |
| Исландия (Tónlistinn)                          | 31             |
| Ирландия (Irish Albums Chart)                  | 6              |
| Италия (FIMI)                                  | 26             |
| Новая Зеландия (RMNZ)                          | 14             |
| Норвегия (VG-lista)                            | 2              |
| Шотландия (Scottish Albums Chart)              | 3              |
| Испания (PROMUSICAE)                           | 5              |
| Швеция (Sverigetopplistan)                     | 1              |
| Швеция (Hard Rock Albums, Sverigetopplistan)   | 1              |
| Швейцария (Schweizer Hitparade)                | 1              |
| Великобритания (UK Albums Chart)               | 2              |
| Великобритания (UK Rock & Metal Albums Chart)  | 1              |
| США (Billboard 200)                            | 1              |
| США (Billboard Independent Albums)             | 1              |
| США (Top Rock & Alternative Albums, Billboard) | 1              |